# Макаров, Пётр Антонович
Пётр Антонович Макаров (6 декабря 1923, Старая Пырма — 21 марта 1945) — сержант, командир отделения 40-го отдельного саперного батальона (46-я стрелковая дивизия, 2-я ударная армия, 2-й Белорусский фронт); полный кавалер, награждённый четырьмя орденами Славы (один из 29-и).

## Биография
Родился 6 декабря 1923 года в деревне Старая Пырма (ныне — в Кочкуровском районе, Мордовия). Мордвин.
Окончил 5 классов. Работал в колхозе.
В январе 1942 года был призван в Красную армию Вытегорским районным военкоматом Вологодской области. В 1943 году командовал отделением 40-го отдельного саперного батальона 46-й стрелковой дивизии.
13—14 июня 1944 года в районе реки Ваммелсун-Йоки (ныне река Чёрная), юго-западнее населённого пункта Райвола (ныне посёлок Рощино в Ленинградской области) в составе группы сделал проход в проволочных и минных заграждениях противника.
29 сентября 1944 года к западу от эстонского города Йыгева отделение Макарова разминировало участок для постройки моста, который затем был возведен за 3 часа.
11—14 января 1945 года к северу от польского города Пултуск лично обезвредил большое количество противотанковых и противопехотных мин и уничтожил заложенным зарядом заграждение противника.
21 марта 1945 года был убит взрывом противотанковой мины в Восточной Пруссии. Согласно сохранившимся донесениям о безвозвратных потерях, похоронен не был.

## Награды
- 29 июня 1944 года — орден Славы III степени (Приказ по частям 46-й стрелковой дивизии (№ 056/н) от 29 июня 1944 года)
- 2 июля 1944 — орден Славы III степени (Приказ по частям 46-й стрелковой дивизии (№ 058/н) от 2 июля 1944)
- 24 октября 1944 года — орден Славы II степени, медаль № 8729
- 24 марта 1945 года — посмертно, орден Славы I степени (Указ Президиума Верховного Совета СССР от 24 марта 1945 года «за образцовое выполнение заданий командования в боях с немецко-фашистскими захватчиками»)
- Медаль «За отвагу»
- Медаль «За оборону Ленинграда»

## Память
- В селе Кочкурово П. А. Макарову установлен бюст[2].